# Championnat d'Europe masculin de course derrière derny

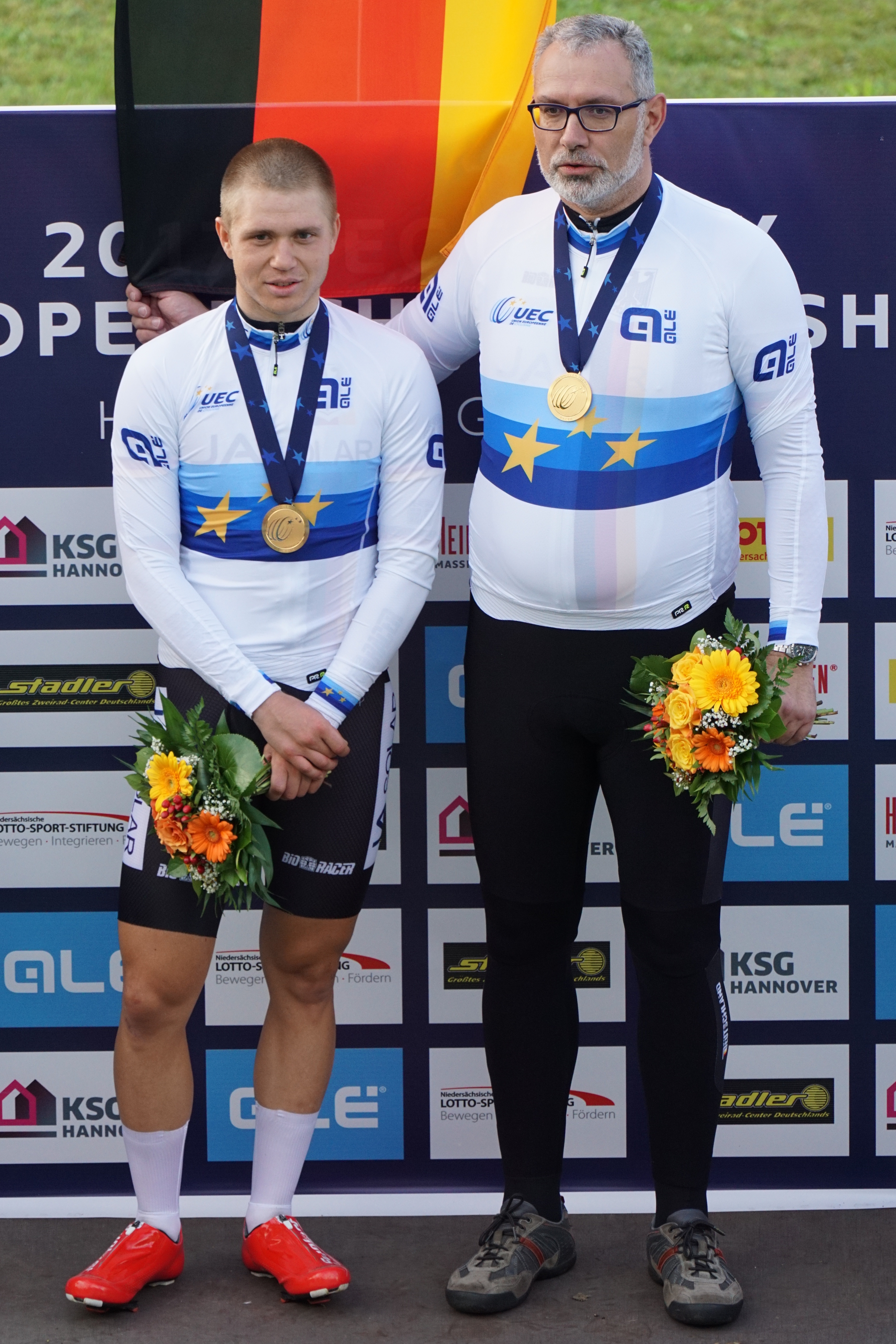
Le champion d'Europe Achim Burkart (à gauche) avec son entraîneur Christian Ertel (2017).

Le championnat d'Europe de course derrière derny masculin est le championnat d'Europe de course derrière derny organisé annuellement par l'Union européenne de cyclisme. Il existe depuis 1962.

## Palmarès
| Année     | Or                 | Argent               | Bronze                  |
| --------- | ------------------ | -------------------- | ----------------------- |
| 1962      | Peter Post         | Klaus Bugdahl        | Rik Van Looy            |
| 1963      | Peter Post         | Rik Van Steenbergen  | Palle Lykke             |
| 1964      | Peter Post         | Rik Van Steenbergen  | Palle Lykke             |
| 1965      | Peter Post         | Theo Verschueren     | Guillaume Van Tongerloo |
| 1966      | Peter Post         | Leo Proost           | Jaap Oudkerk            |
| 1967      | Peter Post         | Palle Lykke          | Wolfgang Schulze        |
| 1968      | Theo Verschueren   | Leo Proost           | Peter Post              |
| 1969      | Peter Post         | Theo Verschueren     | Leo Proost              |
| 1970      | Peter Post         | Theo Verschueren     | Romain Deloof           |
| 1971      | Theo Verschueren   | Léo Duyndam          | Alain Van Lancker       |
| 1972      | Theo Verschueren   | Graeme Gilmore       | Hans Junkermann         |
| 1973      | Theo Verschueren   | Cees Stam            | Ferdinand Bracke        |
| 1974      | Theo Verschueren   | René Pijnen          | Graeme Gilmore          |
| 1975      | Günter Haritz      | Graeme Gilmore       | Cees Stam               |
| 1976      | Ole Ritter         | Dieter Kemper        | Cees Stam               |
| 1977      | Patrick Sercu      | Dieter Kemper        | Ole Ritter              |
| 1978      | René Pijnen        | Patrick Sercu        | Martin Venix            |
| 1979      | Dietrich Thurau    | René Pijnen          | Roman Hermann           |
| 1980      | Dietrich Thurau    | Patrick Sercu        | Martin Venix            |
| 1981      | Gerrie Knetemann   | Joop Zoetemelk       | Bert Oosterbosch        |
| 1982      | Gerrie Knetemann   | Gert Frank           | René Pijnen             |
| 1983      | Pas organisé       |                      |                         |
| 1984      | Gert Frank         | Hans Känel           | Constant Tourné         |
| 1985      | Danny Clark        | Constant Tourné      | René Pijnen             |
| 1986      | Danny Clark        | Constant Tourné      | Anthony Doyle           |
| 1987      | Constant Tourné    | Danny Clark          | Uwe Bolten              |
| 1988      | Constant Tourné    | Laurent Biondi       | Roman Hermann           |
| 1989      | Luc Colijn         | Danny Clark          | Ad Wijnands             |
| 1990      | Danny Clark        | Constant Tourné      | Roland Günther          |
| 1991      | Constant Tourné    | Laurent Biondi       | Luc Colijn              |
| 1992-1999 | Pas organisés      |                      |                         |
| 2000      | Jimmi Madsen       | Stefan Steinweg      | Matthew Gilmore         |
| 2001      | Matthew Gilmore    | Robert Slippens      | Jimmi Madsen            |
| 2002      | Matthew Gilmore    | Franz Stocher        | Gerd Dörich             |
| 2003      | Bradley Wiggins    | Steven De Neef       | Robert Slippens         |
| 2004      | Pas organisé       |                      |                         |
| 2005      | Alexey Shmidt      | Konstantin Ponomarev | Christian Grasmann      |
| 2006      | Iljo Keisse        | Matthé Pronk         | Stefan Löffler          |
| 2007      | Matthé Pronk       | Iljo Keisse          | Jos Pronk               |
| 2008      | Matthé Pronk       | Alexei Markov        | Michael Mørkøv          |
| 2009      | Kenny De Ketele    | Matthé Pronk         | Roger Kluge             |
| 2010      | Pas organisé       |                      |                         |
| 2011      | Peter Schep        | Jeff Vermeulen       | Manuel Cazzaro          |
| 2012      | Davide Viganò      | Jesper Mørkøv        | Peter Schep             |
| 2013      | Elia Viviani       | Theo Reinhardt       | Marco Coledan           |
| 2014      | Jesper Mørkøv      | Achim Burkart        | Andreas Graf            |
| 2015      | Kenny De Ketele    | Davide Vigano        | Jesper Asselman         |
| 2016      | Casper von Folsach | Jesper Asselman      | Andreas Graf            |
| 2017      | Achim Burkart      | Christoph Schweizer  | Riccardo Minali         |
| 2018      | Nick van der Lijke | Maikel Zijlaard      | Achim Burkart           |
| 2019      | Achim Burkart      | Yoeri Havik          | Marcel Franz            |